# Dolichopus taigensis
Dolichopus taigensis är en tvåvingeart som beskrevs av Smirnov 1948. Dolichopus taigensis ingår i släktet Dolichopus och familjen styltflugor. Inga underarter finns listade i Catalogue of Life.